# 테렌스 레더
테렌스 레더(Terrence Leather), 1981년 1월 7일 ~ )은 미국 농구 선수이자, 전 인천 전자랜드 엘리펀츠의 농구 선수이다.